# Obermühle Bad Düben

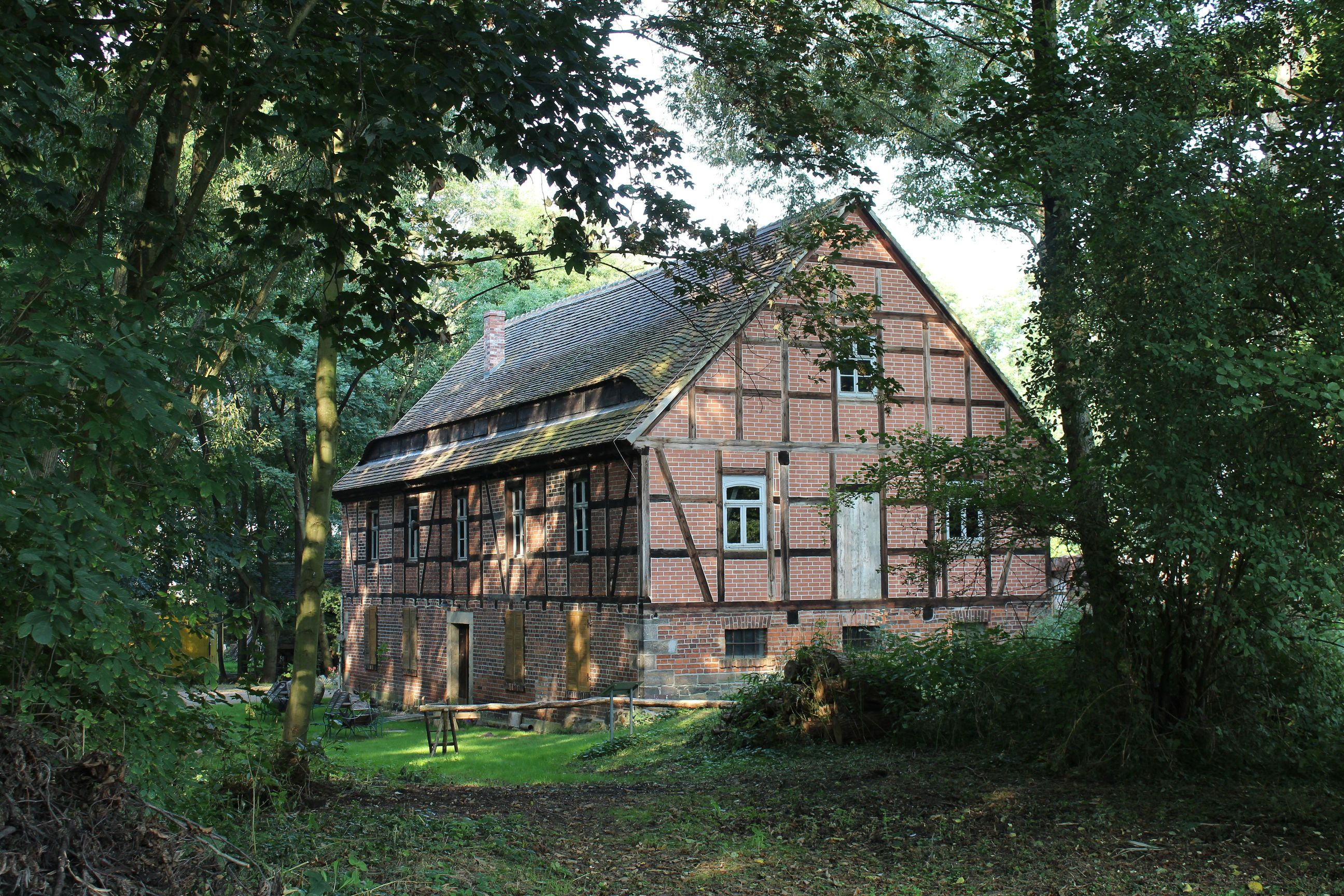
Die Obermühle aus Richtung Mühlenteich gesehen (2016)

Die Bad Dübener Obermühle ist eine historische Wassermühle in der sächsischen Kurstadt Bad Düben im Landkreis Nordsachsen. Sie befindet sich unmittelbar nördlich angrenzend an den Bad Dübener Kurpark. Die im 15. Jahrhundert erstmals erwähnte Mühlenanlage wird durch das Wasser des hier entlang führenden Schleifbaches gespeist, dessen Wasser im Mühlenteich gesammelt wird.
Seit Anfang der 2000er Jahre wird sie unter der Obhut des Vereins Museumsdorf Dübener Heide umfangreich restauriert und saniert sowie zu einem regionalen Kulturzentrum der Dübener Heide ausgebaut.

## Geschichte

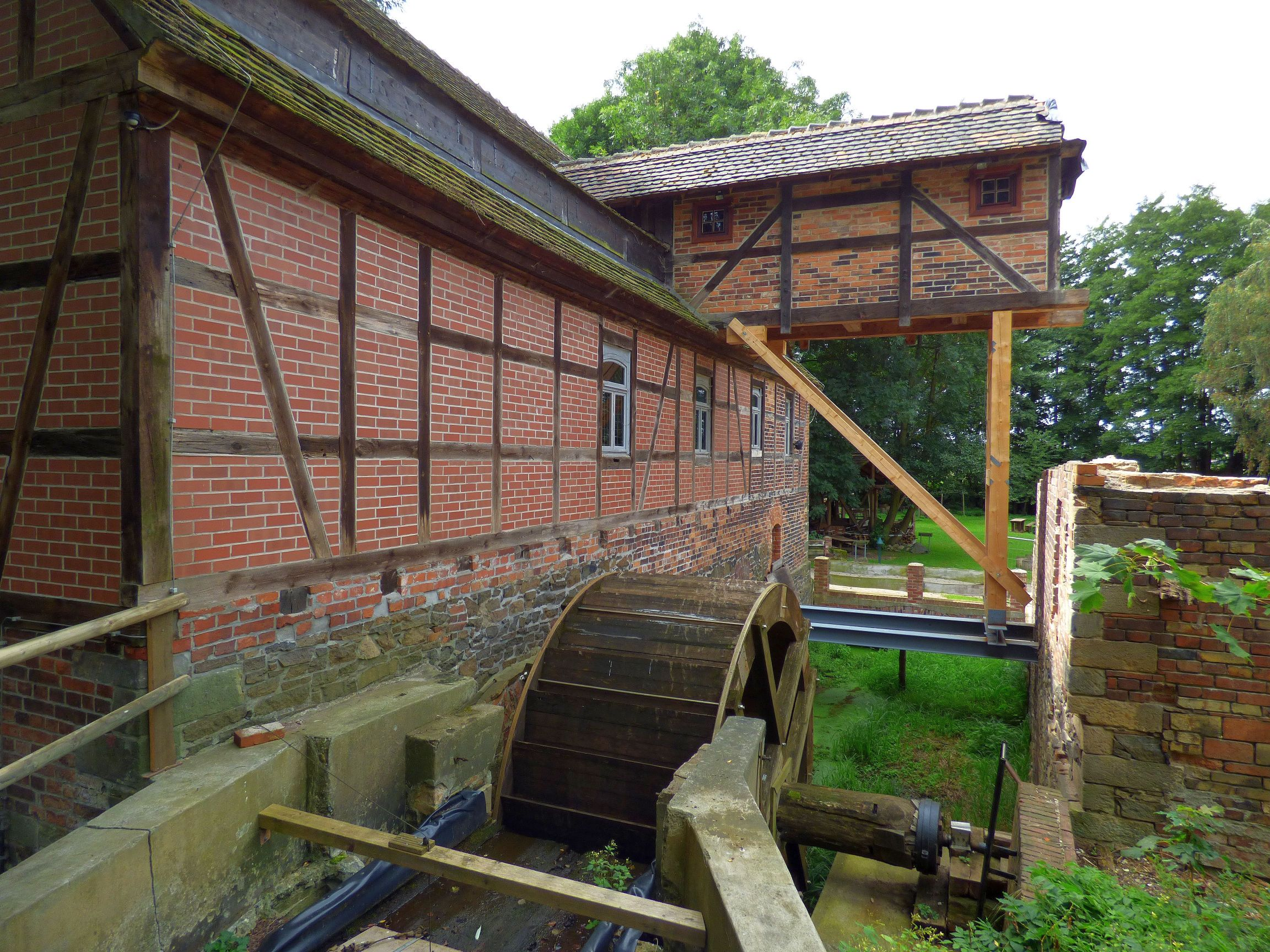
Das oberschlächtige Wasserrad

Die Bad Dübener Wassermühle wurde im Jahre 1434 urkundlich erstmals erwähnt. Ursprünglich bestand sie aus einer Mahlmühle, welche um 1600 drei Mahlgänge besaß. Infolge des Dreißigjährigen Krieges, in welchem die Stadt mehrfach gebrandschatzt und zerstört wurde, geriet die Mühle in große Not und ihr Besitzer erbat beim Dübener Amtsschösser um Schuldenermäßigung, was offenbar auf Grund der hoffnungslosen Lage genehmigt wurde. Um 1715 wurde schließlich ein Neubau der Mühle notwendig. Neben einer Mahlmühle entstand eine Brettschneidemühle.
Nachdem im Jahre 1740 der sächsische Kurfürst noch einen beantragten Walkmühlengang abgelehnt hatte, wurde dieser fünf Jahre später genehmigt. Zum Einsatz kam hier nun eine Hammerwalke. Weitere fünf Jahre später wurde die Mühle im Jahre 1750 um eine Ölmühle erweitert. Anfang der 1920er Jahre kam es an der Obermühle noch einmal zu technischen Erneuerungen, letztlich ging sie aber Ende der 1940er Jahre außer Betrieb. Das Areal wurde anschließend nur noch landwirtschaftlich genutzt. Die Mühle ging 1984 in das Eigentum der Stadt Bad Düben über.
Anfang der 2000er Jahre begann die Rekonstruktion und Sanierung der historischen Bausubstanz. Seit dem Jahre 2002 besitzt die Mühle wieder ein oberschlächtiges Wasserrad und ist inzwischen wieder voll funktionsfähig. Durch die diskontinuierliche Vereinsnutzung war das Holzwasserrad defekt. Es wurde 2022 durch ein aus Stahl bestehendes Rad mit einem Gewicht von vier Tonnen ausgetauscht.
Als Mühlenbesitzer ist Johann Gottfried Schneider (* 1743; † 1831) und Henriette Louise, geb. Richter (* 1751; † 1834) bekannt.

## Touristische Anbindung und Einrichtungen

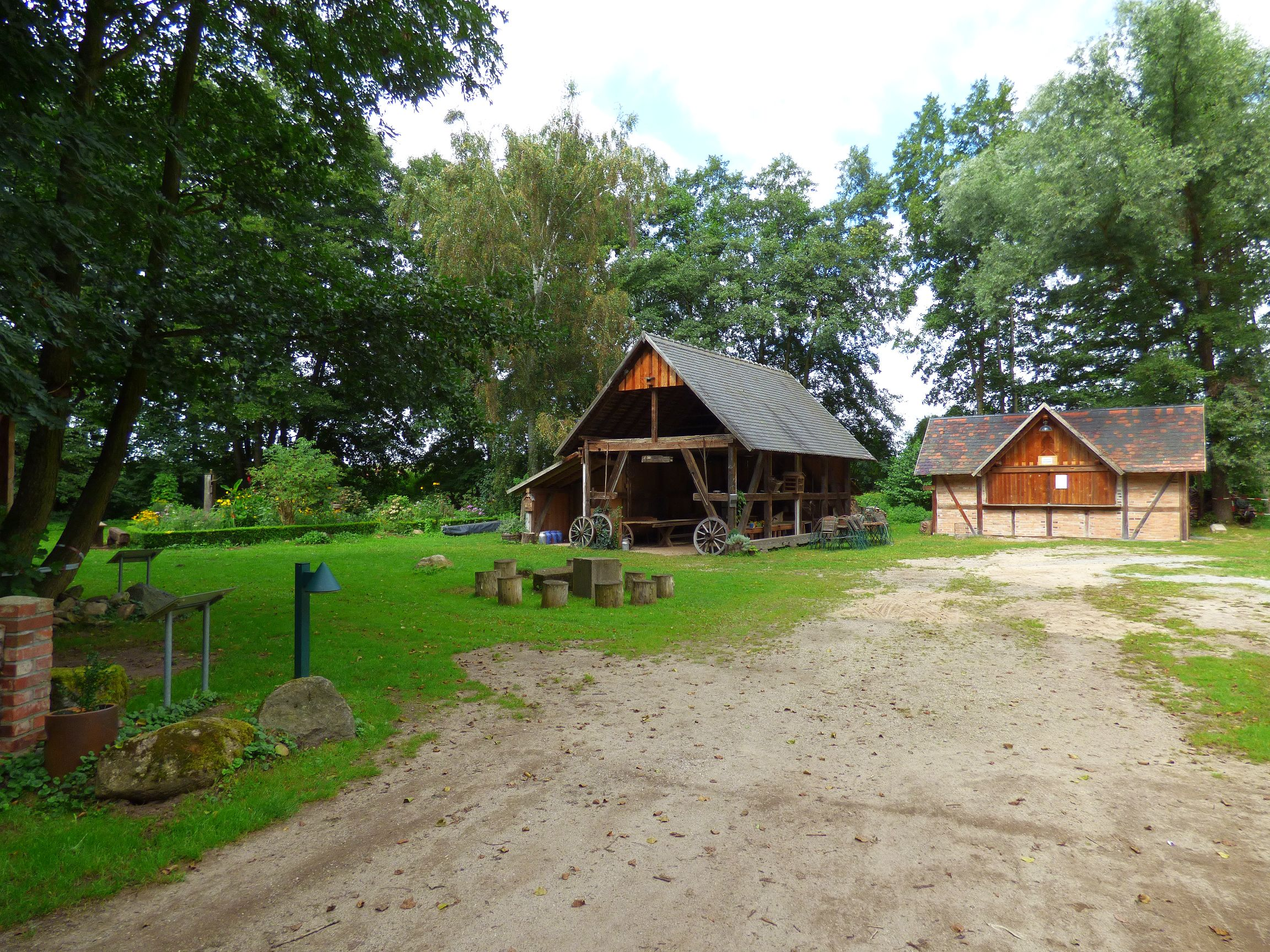
Historischer Mühlenhof

Die Obermühle ist inzwischen Bestandteil eines vom 1999 gegründeten Verein Museumsdorf Dübener Heide betriebenen Mühlenhofes mit Garten, Feldscheune und Backofen. Seit Anfang der 2000er Jahre versucht dieser den Standort rund um die Obermühle als touristischen Anlaufpunkt mit Kleinkunst, Kultur, Umweltbildung, Schulprojekte und Regionalvermarktung zu etablieren und die historische Bausubstanz der Mühle zu sanieren.
Im Jahre 2013 genehmigte das Sächsische Staatsministerium für Wirtschaft, Arbeit und Verkehr, kurz SMWA, 762.000 Euro Förderung für die Sanierung des historischen Bauwerks, was 80 Prozent der förderfähigen Kosten entsprach.
2025 war die Obermühle der Austragungsort von der Eröffnungsfeier zum Deutschen Mühlentag.

### Bockwindmühle
In unmittelbarer Nachbarschaft der Wassermühle befindet sich nordöstlich des angrenzenden Mühlenteiches die Dübener Bockwindmühle aus dem Jahr 1840, welche im Jahre 2006 rekonstruiert werden konnte. Diese enthält etwa 70 Prozent der historischen Bausubstanz einer 1840 im heutigen Schkeuditzer Ortsteil Glesien erbauten Mühle. 
→ siehe Bockwindmühle Bad Düben

### Moorerlebnispfad

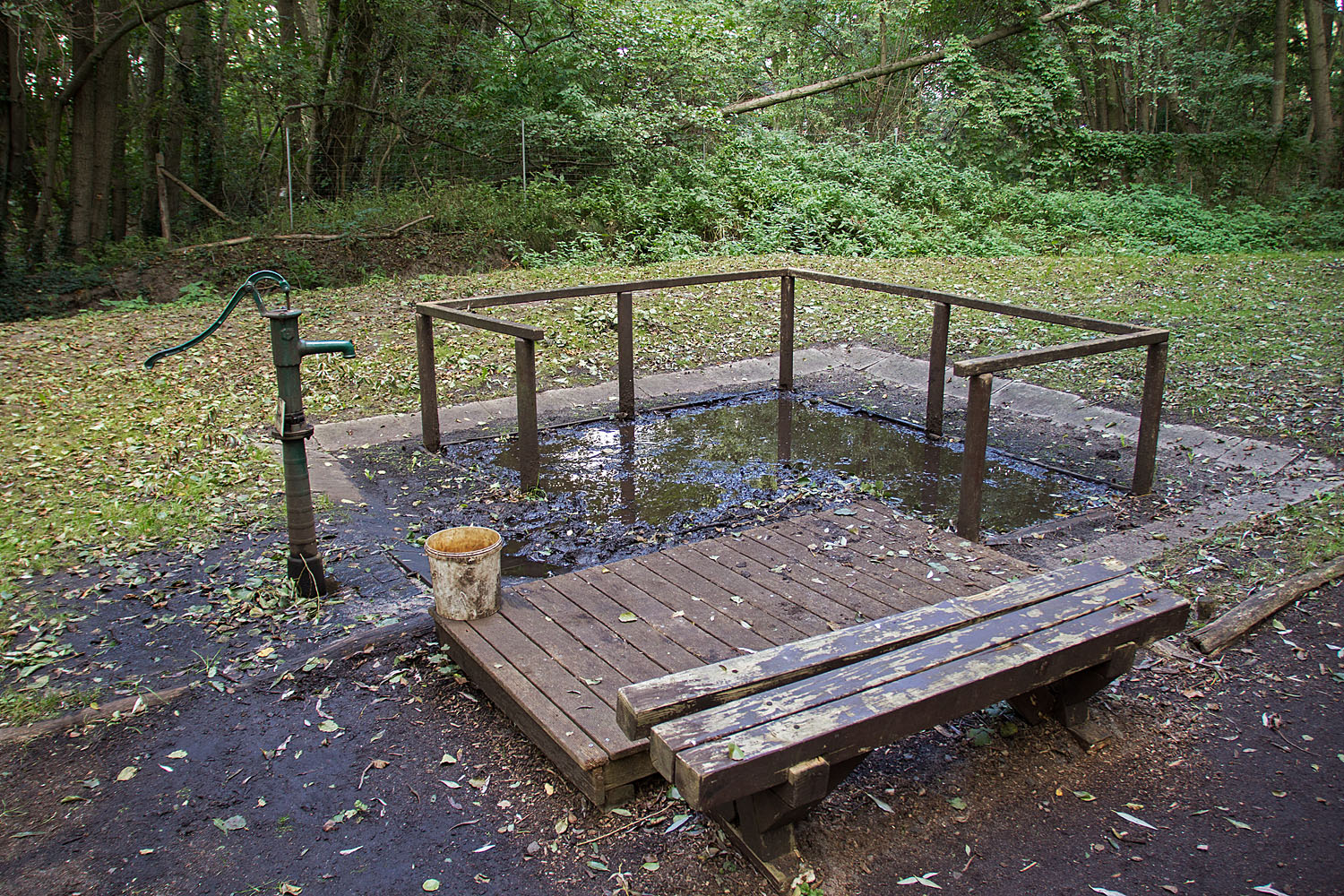
Moorbecken am Moorerlebnispfad

Dem Areal der Obermühle schließt sich außerdem ein Moorerlebnispfad an, welcher sich dem Thema Moor widmet. Ein naturnaher Rundgang führt an einer 8.000 Jahre alten Mooreiche, einer Moorlore sowie an Informationstafeln mit viel Wissenswertes über die Moorentstehung, den Abbau und die Aufbereitung von Mooren entlang. Über einen Holzsteg geht es über eine sogenannte „Moortasche“, einem durch Aufschüttung angelegtes Erdbecken, welches den Kurbädern der Lagerung von Moor diente. Auch ein begehbares Moortretbecken steht zur Verfügung. Der Moorerlebnispfad ist in den Sommermonaten (Mai–September) geöffnet und kostenfrei.

### Obermühlenteich

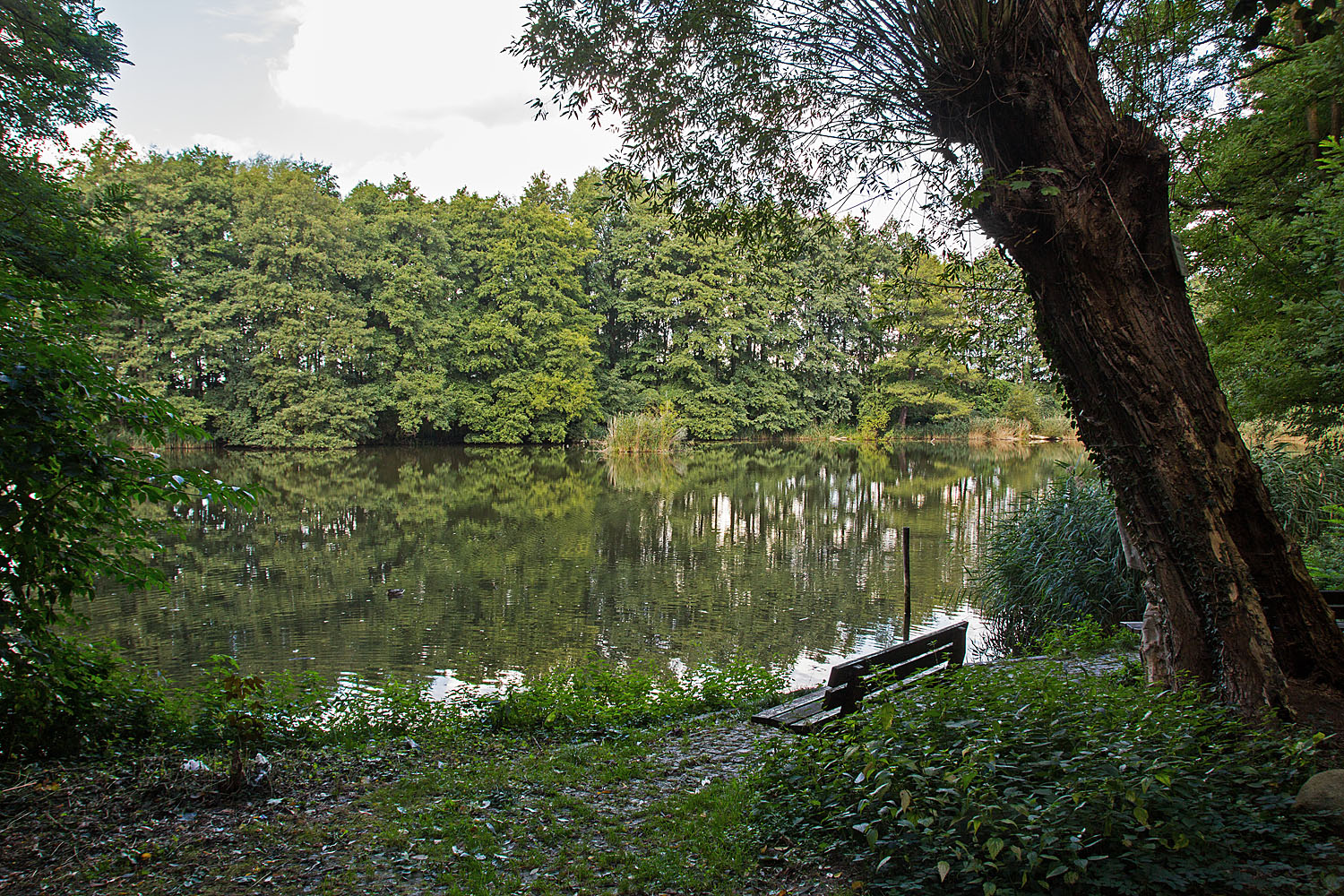
Obermühlenteich

Neben der Obermühle liegt ein ca. 130 m langer und 60 m breiter Teich, welcher durch einen Abzweig vom Schleifbach gespeist wird. Der Obermühlenteich wird in der Region jedoch umgangssprachlich häufiger „Obermüllerteich“ genannt. Er ist ein Angelgewässer und bietet bei Bedarf den Wasserzufluss zum Mühlrad der Obermühle.

### Weitere Mühlen in Bad Düben

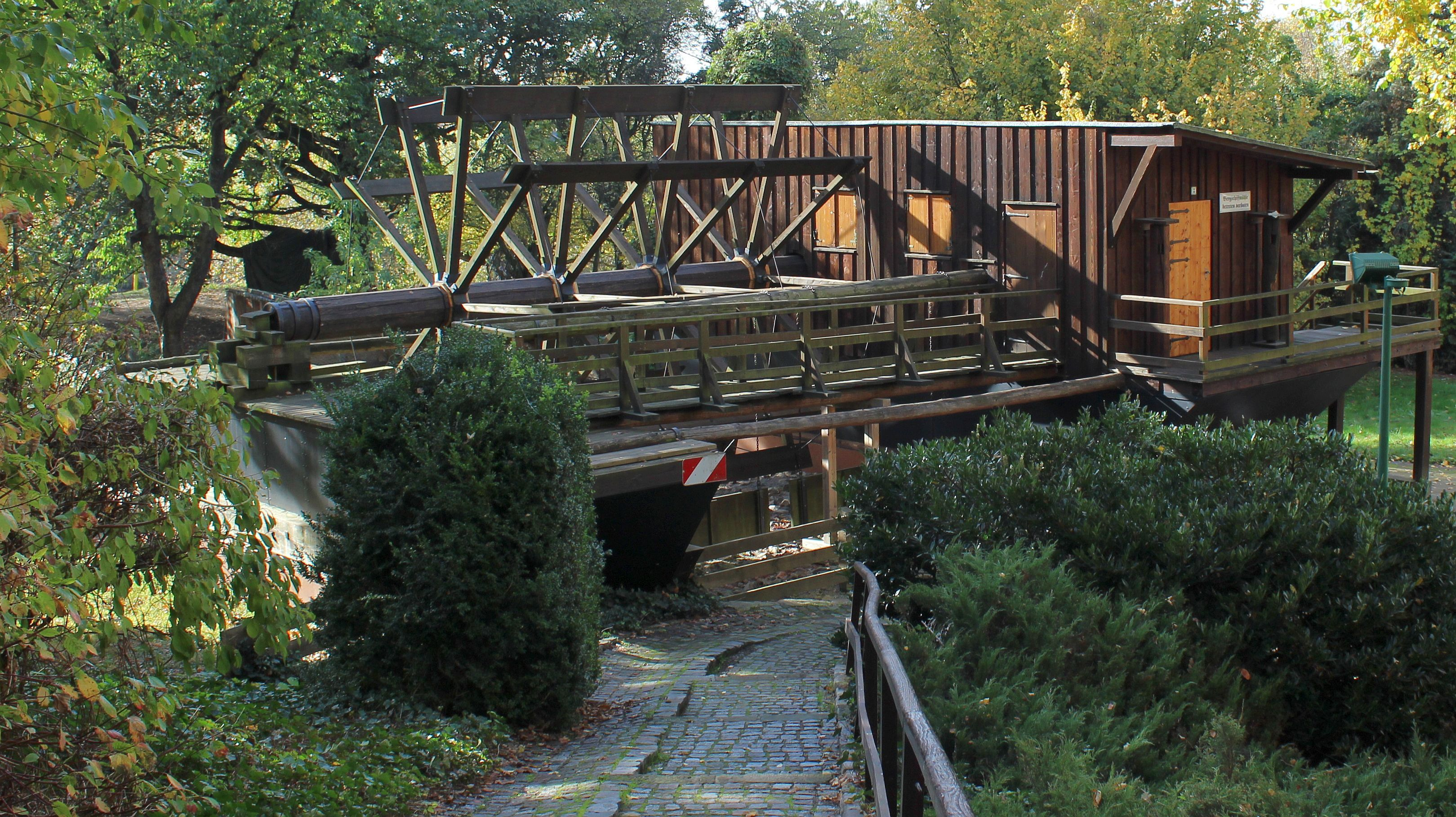
Bergschiffmühle Bad Düben

Neben der Bad Dübener Obermühle und ihrer benachbarten Bockwindmühle sind im Stadtgebiet drei weitere Mühle zu finden. Unmittelbar an der Burg Düben befindet sich im historischen Burggarten eine sogenannte Bergschiffmühle. Diese aus dem 17. Jahrhundert stammende Schiffsmühle wurde bis 1956 an der durch Bad Düben führenden Mulde betrieben. In den 1960er Jahren an ihren heutigen Standort versetzt, wurde sie Anfang der 2000er Jahre rekonstruiert und in den Originalzustand von 1905 versetzt.
Eine weitere Wassermühle ist die alte aus dem 16. Jahrhundert stammende Dübener Stadtmühle. Wie die Obermühle besaß sie einst Öl- und Walkmühlengänge sowie eine Brettschneidemühle. Diese Mühle befindet sich seit dem Jahre 1904 in Besitz der Familie Schüßler und wird bis in die Gegenwart gewerblich betrieben.
Im Ortsteil Tiefensee ist eine weitere Bockwindmühle zu finden. Errichtet wurde sie ursprünglich im Jahre 1847 auf der Gemarkung der Stadt Delitzsch. Seit 1900 befindet sie sich an ihrem heutigen Standort. 1953 stillgelegt ist sie in der Gegenwart sporadisch als Schaumühle in Betrieb.